# PAWSA
PAWSA, pseudonimo di David Esekhile (Londra, 31 marzo 1992), è un disc jockey e produttore discografico britannico.

## Carriera
La carriera di PAWSA è iniziata nel 2013, quando ha iniziato a lavorare con Michael Bibi che aveva incontrato a una festa in magazzino. Nel 2015, insieme a Bibi, PAWSA ha fondato l'etichetta discografica Solid Grooves. Nel 2017 PAWSA ha fondato la propria etichetta indipendente, PAWZ, per pubblicare i suoi dischi che non si adattavano all'ambiente della Solid Grooves.
PAWSA ha iniziato a pubblicare musica nel 2014, con la sua prima uscita, l'EP Pilot sotto la Lost Records. In seguito, ha fatto tournée a livello internazionale, in particolare in Europa, e ha avuto una residenza estiva al Sankeys di Ibiza.
Nel 2024 PAWSA ha pubblicato una serie di brani che sono entrati in classifica nel Regno Unito, tra cui una cover di Dirty Cash (Money Talks) che ha raggiunto la posizione numero 4 nella classifica Dance del Regno Unito. Nel novembre 2024 tiene una sessione di missaggio di due ore per BBC Radio 1, suonando sia la sua musica che brani di altri artisti tra cui Eddie Richards e Dauwd.
Nel 2025 compare tra gli autori della colonna sonora del film F1 - Il film.

### Premi e riconoscimenti
Nel 2021 PAWSA ha vinto la categoria "Miglior Produttore" ai premi DJ Mag Best of Britain. La rivista musicale Mixmag lo ha classificato al 19° posto nella lista dei migliori produttori del 2024, affermando che egli fosse influente nel "promuovere i classici della deep house e della dancefloor".

## Discografia

### EP
- 2014 – Anahata EP
- 2014 – Pilot EP
- 2015 – Vanity EP
- 2015 – Phaneron EP
- 2015 – Stage Two EP
- 2016 – Double Trouble EP
- 2017 – Werk EP
- 2018 – Get Down EP
- 2018 – Riddem EP
- 2019 – On Yer Feet EP

### Singoli
- 2015 – Flux
- 2016 – The Crown
- 2017 – False Start
- 2017 – Party
- 2017 – Vegetable
- 2017 – Crazy
- 2017 – The Groovy Cat
- 2018 – Colours
- 2018 – The Magnet
- 2018 – Obsession
- 2018 – Be Here Now
- 2018 – Orange Juice
- 2018 – Hotbox
- 2018 – Love
- 2018 – Dream
- 2019 – Back 2 Front
- 2019 – Whippin'
- 2019 – Ma Haus
- 2019 – Roll Play
- 2019 – Nonstop
- 2020 – Stooshy
- 2020 – Phthalo Blues
- 2020 – Boujie
- 2020 – Shubz
- 2020 – Full Tilt
- 2020 – Going To The Park
- 2020 – Stop That
- 2020 – Cheeky Left
- 2021 – Dare Me
- 2021 – Say Less
- 2021 – Nocturne Sonata
- 2021 – We Move
- 2021 – What The Actual Funk
- 2021 – Satoshi's Groove
- 2021 – 2016 Tech House Banger
- 2021 – The Boombox
- 2021 – All Eyez
- 2021 – Clique
- 2021 – Handzup
- 2021 – Bassline Machine
- 2021 – Forever
- 2021 – Hypnotic Dub
- 2021 – Interlude
- 2022 – A Little Bit Funker
- 2022 – Something Spectacular
- 2022 – Room Service (24 Hour Mix)
- 2022 – Tribal Spaceman
- 2022 – Hendrix Flow
- 2023 – On The Move
- 2023 – Take Me High
- 2023 – Dog Days
- 2024 – Pick Up the Phone (feat. Nate Dogg)
- 2024 – Too Cool to be Careless
- 2024 – Collect the Commas
- 2024 – Dirty Cash (Money Talks)
- 2025 – Bang Bang
- 2025 – Rendezvous
- 2025 – Double C